# Julia Ward Howe
Julia Ward Howe (1819-1910) là một nữ nhạc sĩ, nữ nhà văn và là một nhà cải cách xã hội của Hoa Kỳ thế kỷ 19. Bà là tác giả lời bài ca phong trào bãi nô nổi tiếng The Battle Hymn of the Republic.

## Cuộc đời
Julia Ward Howe sinh năm 1819 ở New York. Cha bà là một chủ ngân hàng. Bà kết hôn với Samuel Gridley Howe, cũng là một nhà cải cách và là một giáo viên dạy người khiếm thị. Hai vợ chồng Howe chuyển đến Boston. Bà có năm người con và xuất bản một số tập thơ.
Cả hai vợ chồng bà đều là thủ lĩnh trong các phong trào bãi nô ở Mỹ. Họ phát hành một tờ báo mang tư tưởng chống chế độ nô lệ có tên là Commonwealth. Howe đã từng gặp John Brown, người cũng là nhà hoạt động đòi chấm dứt chế độ nô lệ. Bà phản đối những người Mỹ dùng người da đen làm nô lệ, nhưng có quan điểm khác với John Brown là bà không tán thành dùng bạo lực.
Năm 1859, John Brown định phát động một cuộc nổi dậy của nô lệ. Cuộc tấn công đã thất bại. John Brown bị kết án treo cổ.
Năm 1861, tình cờ, Julia Ward Howe nghe được bài hát ca ngợi tinh thần đấu tranh của John Brown do đoàn quân diễu hành ngoài phố tại Washington, D.C.. Julia Ward Howe rất thích hát bài hát này nhưng thấy lời hát về John Brown thì không ổn. Và bà quyết định viết lại lời bài hát The Battle Hymn of the Republic. Bài hát khiến bà trở nên nổi tiếng.

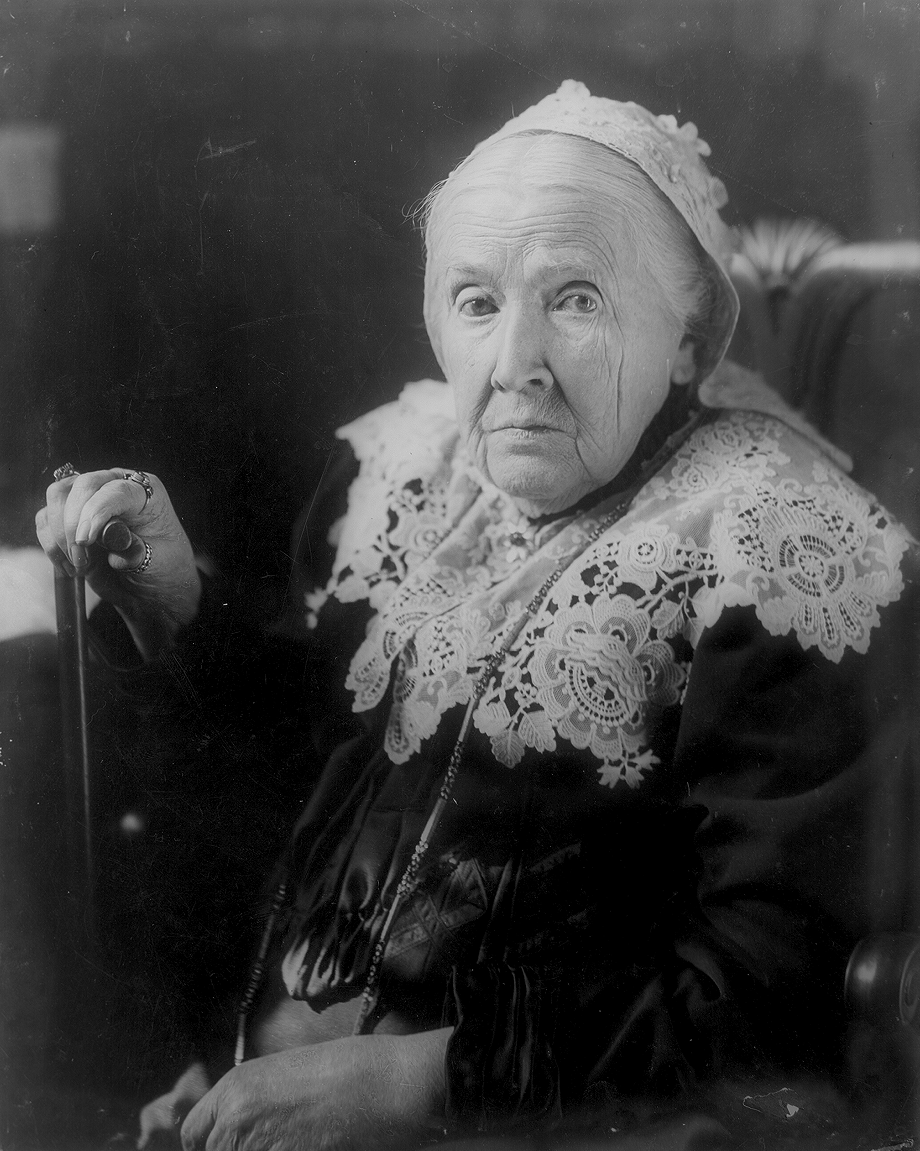
Howe khi về già

Sau khi miền Bắc giành chiến thắng trong cuộc Nội chiến năm 1865, Julia Ward Howe lại tham gia một cuộc vận động cải cách xã hội khác để giành quyền bình đẳng cho phụ nữ Mỹ, trong đó có quyền bầu cử. Bà cũng tham gia các phong trào vì hoà bình của phụ nữ. Bà tiếp tục viết sách và đi nhiều nơi diễn thuyết.
Bà mất năm 1910 vì bệnh viêm phổi. Bà được an táng tại núi Auburn Cemetery thuộc Cambridge, Massachusetts.

## Vinh dự
Ngày 28/01/1908 bà là phụ nữ đầu tiên được bầu vào Viện Hàn lâm Nghệ thuật Hoa Kỳ.
Hình bà được in lên tờ tem thư loại 15 cent phát hành năm 1987. Trường học tại Chicago được lấy tên Julia Ward Howe.
Nhà bà tại Rhode Island, Oak Glen đã được đưa vào danh sách di tích lịch sử Hoa Kỳ vào năm 1978.